# Kosmos 638
Kosmos 638 ist die Tarnbezeichnung für einen am 3. April 1974 gestarteten unbemannten Flug des sowjetischen Raumschiffs Sojus. Es war in der Sowjetunion üblich, nur erfolgreichen Missionen einen offiziellen Namen zu geben. Fehlgeschlagene Flüge wurden meistens gar nicht und Testflüge lediglich unter der allgemeinen Tarnbezeichnung Kosmos bekanntgegeben. Es war der 25. Flug im sowjetischen Sojusprogramm.

## Missionsüberblick
Dies war der erste Flug in Vorbereitung auf das gemeinsame Apollo-Sojus-Projekt mit der NASA. Das Raumschiff hatte an Stelle des Standardkopplungssystems ein modifiziertes System, genannt APAS-75, um an dem Verbindungsmodul APDS (Androgynous Peripheral Docking System) andocken zu können. Außerdem wurde das Raumschiff mit zwei Solarpanelen versehen.